# Valeri Mas i Casas
Valeri Mas i Casas (Sant Martí de Provençals, 22 de maig de 1894 - Lissac, 19 de juliol de 1973). Anarcosindicalista. Representant de la CNT al Comitè de Proveïments els primers mesos de la guerra civil espanyola. El novembre de 1936 substituí Marià Rodriguez Vázquez, en la secretaria del comitè de la CRTC, càrrec que ocupà fins al maig de 1937. Passà a formar part del Govern de la Generalitat (5 de maig - 21 de juny de 1937), com a Conseller d'Economia, Serveis Públics, Sanitat i Assistència Social. Participà en la creació del Consell del MLE (Perpinyà, març de 1939). L'any 1956 residia a Tolosa de Llenguadoc.